# Velîka Cernihivka, Ovruci
Velîka Cernihivka (în ucraineană Велика Чернігівка) este localitatea de reședință a comunei Velîka Cernihivka din raionul Ovruci, regiunea Jîtomîr, Ucraina.

## Demografie
Componența lingvistică a localității Velîka Cernihivka
     Ucraineană (97,61%)
     Rusă (2,17%)
Conform recensământului din 2001, majoritatea populației localității Velîka Cernihivka era vorbitoare de ucraineană (97,61%), existând în minoritate și vorbitori de rusă (2,17%).